# IC 3842
IC 3842 је галаксија у сазвјежђу Ловачки пси која се налази на листи објеката дубоког неба у Индекс каталогу.
Деклинација објекта је + 40° 22' 19" а ректасцензија 12h 51m 35,8s. Привидна величина (магнитуда) објекта IC 3842 износи 15,2 а фотографска магнитуда 16,2. IC 3842 је још познат и под ознакама NPM1G +40.0299, PGC 3088021.